# Sialis vanderweelei
Sialis vanderweelei là một loài côn trùng trong họ Sialidae thuộc bộ Megaloptera. Loài này được U. Aspöck & H. Aspöck miêu tả năm 1983.